# Les Martres-de-Veyre
Les Martres-de-Veyre is een gemeente in het Franse departement Puy-de-Dôme (regio Auvergne-Rhône-Alpes). De plaats maakt deel uit van het arrondissement Clermont-Ferrand. Les Martres-de-Veyre telde op 1 januari 2022 3.786 inwoners.

## Geografie
De oppervlakte van Les Martres-de-Veyre bedroeg op 1 januari 2022 9,28 vierkante kilometer; de bevolkingsdichtheid was toen 408 inwoners per km².

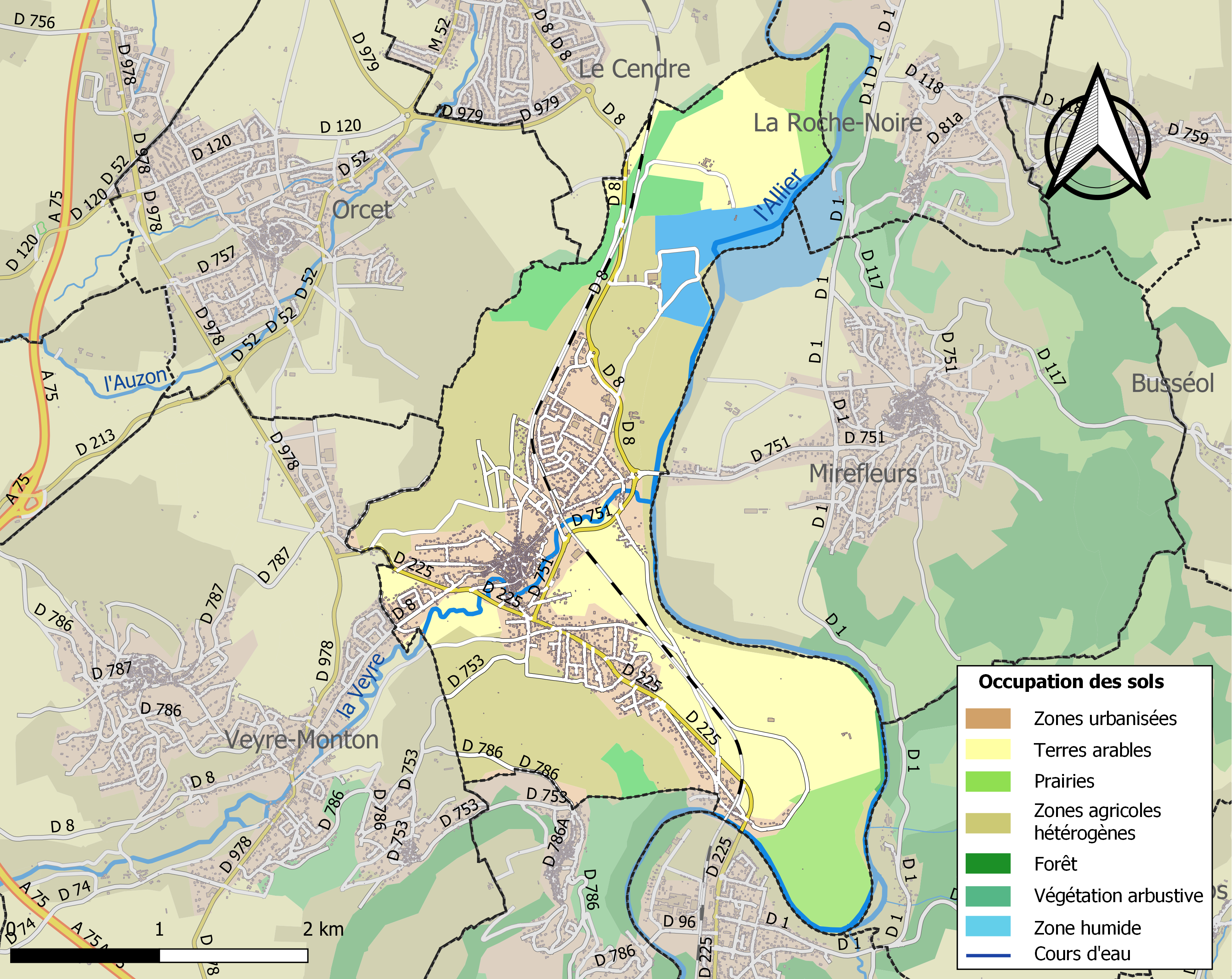
Kaart van de gemeente met belangrijkste infrastructuur, bodemgebruik en omliggende gemeenten

## Demografie
Onderstaande figuur toont het verloop van het inwonertal (bron: INSEE-tellingen).

## Afbeeldingen

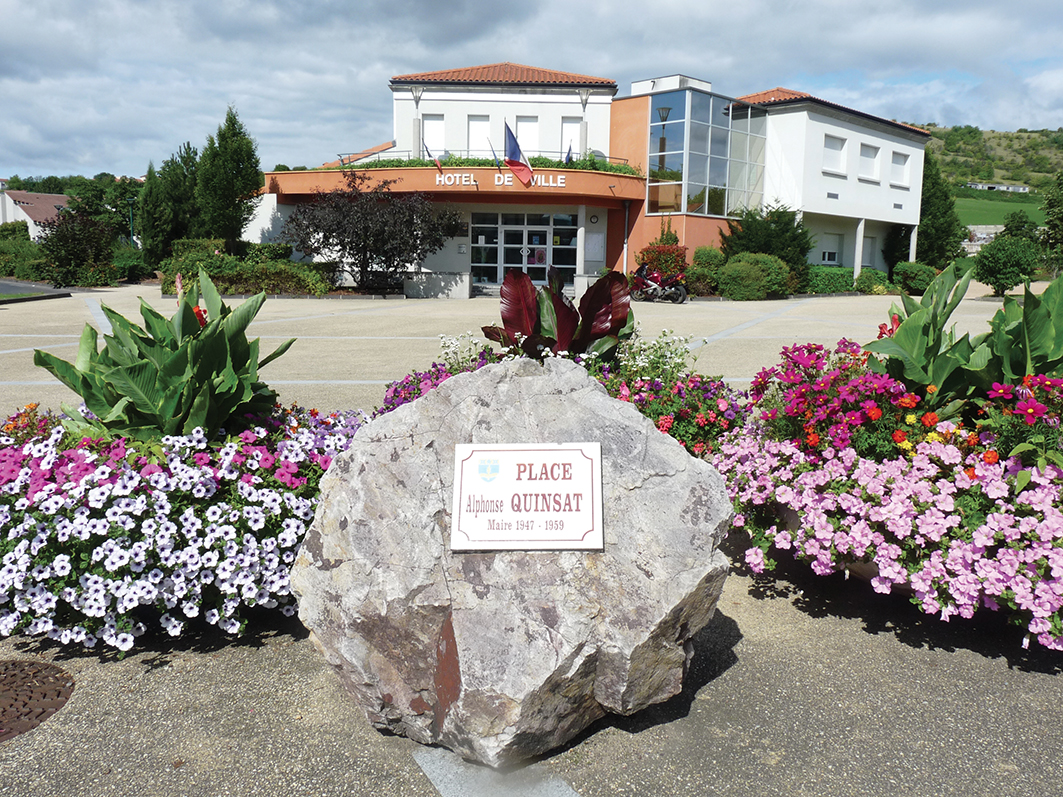
Gemeentehuis
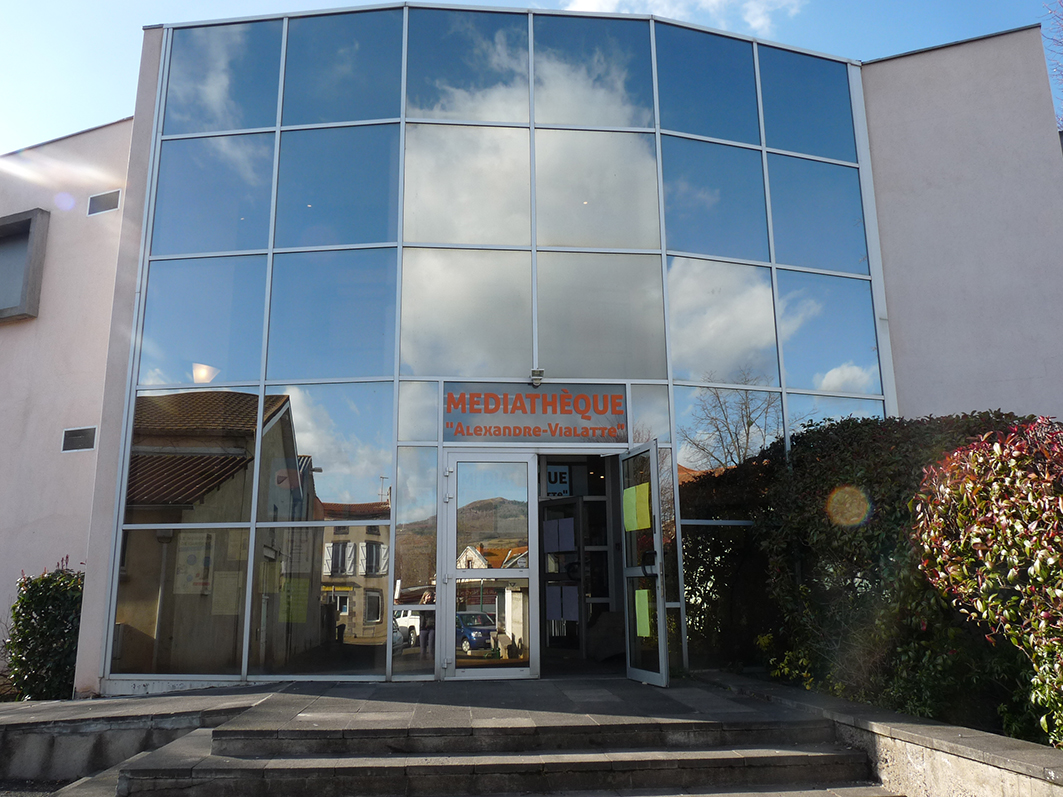
Mediatheek